# Pietro Bonomo

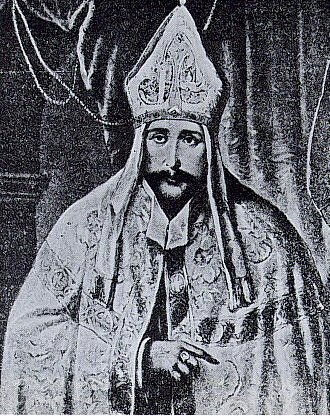
Porträt von Bischof Pietro Bonomo

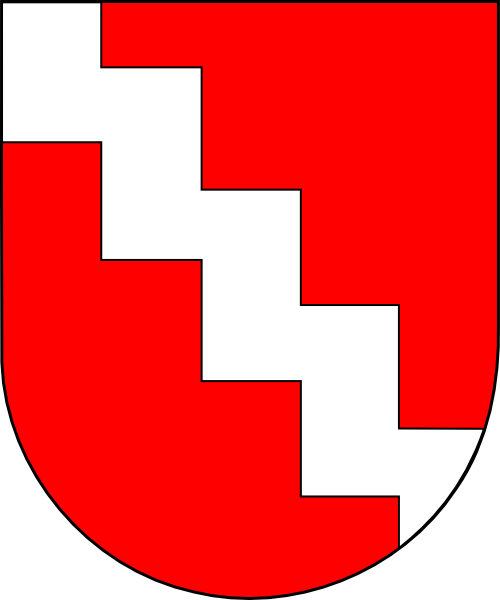
Wappenschild des Pietro Bonomo

Pietro Bonomo (auch genannt Peter Bonomo, Petrus Buonomo oder Pietro Buonuomo; * 1458 in Triest; † 4. Juli 1546 in Triest) war Humanist, Politiker und Bischof von Triest und Wien. Er prägte die politische Entwicklung der Stadt Triest im 15. und 16. Jahrhundert. Als Sekretär am Wiener Hof beeinflusste er die Politik von Kaiser Friedrich III. und dessen Nachfolgern. 

## Leben
Pietro Bonomo wurde 1458 als Sohn von Giovanni Antonio Bonomo und dessen Ehefrau Salomea in der damals zu Österreich gehörenden Stadt Triest geboren. Er entstammte einer reichen Triestiner Patrizierfamilie, die politisch sehr einflussreich und den Habsburgern untergeben war. Pietros Kindheit war geprägt durch den Konflikt um die Zugehörigkeit der Stadt Triest. Sowohl Österreich, unter dessen Protektorat sich die Stadt 1382 gestellt hatte, als auch die benachbarte Republik Venedig erhoben Anspruch auf Triest. Die Lage spitzte sich zu, als sich ein Teil der Triestiner Bevölkerung auf die Seite Österreichs stellte und der andere Teil sich der Serenissima unterwerfen wollte, und führte an den Rand eines Bürgerkrieges. Bei einer Auseinandersetzung zwischen den beiden Parteien wurde am 15. August 1468 Pietros Vater als Anführer der österreichfreundlichen Kräfte erhängt. Bonomo wurde daraufhin zusammen mit seiner Mutter und seinen drei Geschwistern ins Exil verbannt. Nachdem der österreichische Statthalter Nicolò Luogar die Herrschaft der Habsburger wiederhergestellt hatte, konnte die Familie allerdings bereits im darauf folgenden Jahr in ihre Heimatstadt zurückkehren. 
Durch sein späteres Studium in Padua und Bologna erhielt Bonomo eine solide humanistische Bildung. Im Alter von 23 Jahren wurde er bereits an den kaiserlichen Hof in Wien gerufen und zum Berater von Kaiser Friedrich III. Um 1482 wurde er zum Pfalzgrafen und somit zum Vertreter des Kaisers erhoben. Auch unter Friedrichs Nachfolger Maximilian I. diente Bonomo als kaiserlicher Berater und als Gesandter am Hof der Sforza in Mailand. 1502 wurde Bonomo mit päpstlicher Zustimmung vom späteren Kaiser zum Bischof von Triest erhoben, ein Amt, das er bis zu seinem Tode 1546 einbehielt. Von 1512 bis 1518 war Bonomo als pater concilii am Fünften Laterankonzil der römisch-katholischen Kirche in Rom beteiligt. Seine geistlichen Ämter hielten Bonomo allerdings nicht von der Politik fern. 1521 wurde er von Ferdinand I. erneut als Berater nach Wien gerufen und war bis 1523 Statthalter von Niederösterreich. Von 1522 bis 1523 war Bonomo Bischof von Wien (Administrator). 
Im Alter von 88 Jahren starb Bonomo am 4. Juli 1546 in seiner Heimatstadt Triest.

## Würdigung

### Würdigung als Politiker
Bonomo gilt heute als einer der einflussreichsten Politiker in der Geschichte Triests. Seinem Einfluss am Wiener Hof ist es zu verdanken, dass seine Heimatstadt Triest im Jahre 1493 ihre unter den Habsburgern verlorene Autonomie zum großen Teil wiedererlangte. Ferner war er einer der Ersten, die die strategische Bedeutung Triests an der Nahtstelle zwischen den habsburgischen Territorien in Österreich und Spanien erkannten. Ihm gelang es, Triest für kurze Zeit dem Spanischen Reich unter Karl I. anzugliedern. Die Stadt kehrte allerdings bereits 1522 wieder in den Einflussbereich des österreichischen Herrscherhauses zurück. 
Trotz der politischen Wirren erlebte Triest aufgrund der Politik von Bonomo eine kurze Friedensperiode und eine künstlerische sowie literarische Blütezeit. Diese Blütezeit endete mit dem Tod von Bonomo.

### Würdigung als Humanist
Bonomo war ein Anhänger des Humanisten Erasmus von Rotterdam und stand im engen Briefwechsel mit dem Philosophen Johannes Reuchlin. 
Zu Bonomos Schülern und Schützlingen zählte unter anderem Primož Trubar (Primus Truber), ein protestantischer Prediger, der heute als Begründer des slowenischen Schrifttums gilt. 